# Губерт Міклей
Губерт Міклей (нім. Hubert Mickley; 11 квітня 1918 — 30 грудня 1944) — німецький офіцер, оберстлейтенант вермахту. Кавалер Лицарського хреста Залізного хреста з дубовим листям.

## Біографія
3 листопада 1937 року вступив в 4-й піхотний полк 32-ї піхотної дивізії, служив у 5-й роті. Учасник Польської і Французької кампаній, а також Німецько-радянської війни. 1 вересня 1941 року підвищений до лейтенанта і незабаром очолив 5-ту роту, з 1942 року — ад'ютант свого полку. З груд 1943 року — командир 1-го батальйону свого полку. Відзначився у боях під Невелем. Восени 1944 року важко поранений. З жовтня 1944 року — командир 2-го батальйону бригади супроводу фюрера. Учасник Арденнського наступу, під час якого загинув у бою.

## Нагороди
- Залізний хрест
  - 2-го класу (22 травня 1940)
  - 1-го класу (17 червня 1940)
- Штурмовий піхотний знак в сріблі
- Нагрудний знак «За поранення» в золоті
- Німецький хрест в золоті (23 січня 1942)
- Дем'янський щит (1942)
- Почесна застібка на орденську стрічку для Сухопутних військ (21 червня 1942)
- Медаль «За зимову кампанію на Сході 1941/42» (1942)
- Нарукавний знак «За знищений танк»
- Нагрудний знак ближнього бою в сріблі
- Лицарський хрест Залізного хреста з дубовим листям
  - лицарський хрест (26 грудня 1943)
  - дубове листя (№540; 4 серпня 1944)